# Ronde van Vlaanderen 1946
De 30ste editie van de Ronde van Vlaanderen werd verreden op 14 april 1946 over een afstand van 246 km van Gent naar Wetteren. De gemiddelde uursnelheid van de winnaar was 35,910 km/h. Van de 210 vertrekkers bereikten er 37 de aankomst.

## Hellingen
- Kwaremont
- Kruisberg
- Edelareberg

## Uitslag
| Rang | Renner              | Land      | Ploeg              | Tijd     |
| ---- | ------------------- | --------- | ------------------ | -------- |
| 1    | Rik Van Steenbergen | België    | Mercier-Hutchinson | 6h51'    |
| 2    | Louis Thiétard      | Frankrijk | Metropole-Dunlop   | op 1'06" |
| 3    | Briek Schotte       | België    | Alcyon-Dunlop      | z.t.     |
| 4    | Albert Sercu        | België    | Dilecta-Wolber     | op 5'36" |
| 5    | Sylvain Grysolle    | België    | Rochet-Dunlop      | z.t.     |
| 6    | Michel Remue        | België    | Alcyon-Dunlop      | z.t.     |
| 7    | Camille Beeckman    | België    | Thompson           | z.t.     |
| 8    | Georges Claes       | België    | Rochet-Dunlop      | z.t.     |
| 9    | Marcel Kint         | België    | Mercier-Hutchinson | z.t.     |
| 10   | Maurice Clautier    | België    | Thompson           | z.t.     |

1913 · 
1914 · 
1915 · 
1916 · 
1917 · 
1918 · 
1919 · 
1920 · 
1921 · 
1922 · 
1923 · 
1924 · 
1925 · 
1926 · 
1927 · 
1928 · 
1929 · 
1930 · 
1931 · 
1932 · 
1933 · 
1934 · 
1935 · 
1936 · 
1937 · 
1938 · 
1939 · 
1940 · 
1941 · 
1942 · 
1943 · 
1944 · 
1945 · 
1946 · 
1947 · 
1948 · 
1949 · 
1950 · 
1951 · 
1952 · 
1953 · 
1954 · 
1955 · 
1956 · 
1957 · 
1958 · 
1959 · 
1960 · 
1961 · 
1962 · 
1963 · 
1964 · 
1965 · 
1966 · 
1967 · 
1968 · 
1969 · 
1970 · 
1971 · 
1972 · 
1973 · 
1974 · 
1975 · 
1976 · 
1977 · 
1978 · 
1979 · 
1980 · 
1981 · 
1982 · 
1983 · 
1984 · 
1985 · 
1986 · 
1987 · 
1988 · 
1989 · 
1990 · 
1991 · 
1992 · 
1993 · 
1994 · 
1995 · 
1996 · 
1997 · 
1998 · 
1999 · 
2000 · 
2001 · 
2002 · 
2003 · 
2004 · 
2005 · 
2006 · 
2007 · 
2008 · 
2009 · 
2010 · 
2011 · 
2012 · 
2013 · 
2014 · 
2015 · 
2016 · 
2017 · 
2018 · 
2019 · 
2020 · 
2021 · 
2022 · 
2023 · 
2024
Lijst van beklimmingen